# Polyrhachis diana
Polyrhachis diana é uma espécie de formiga do gênero Polyrhachis, pertencente à subfamília Formicinae.